# 大庫片山
42°33′2″N 23°19′6″E / 42.55056°N 23.31833°E

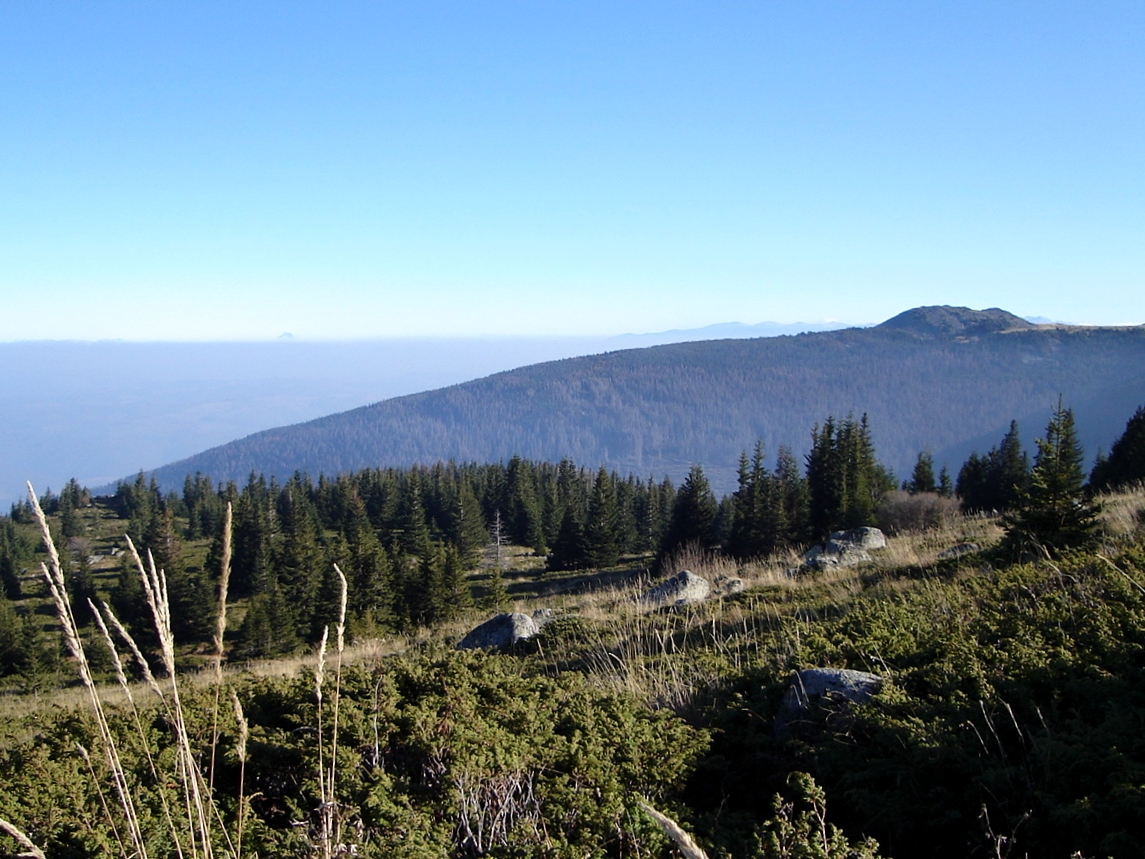
Golyam Kupen from Pogledets site.

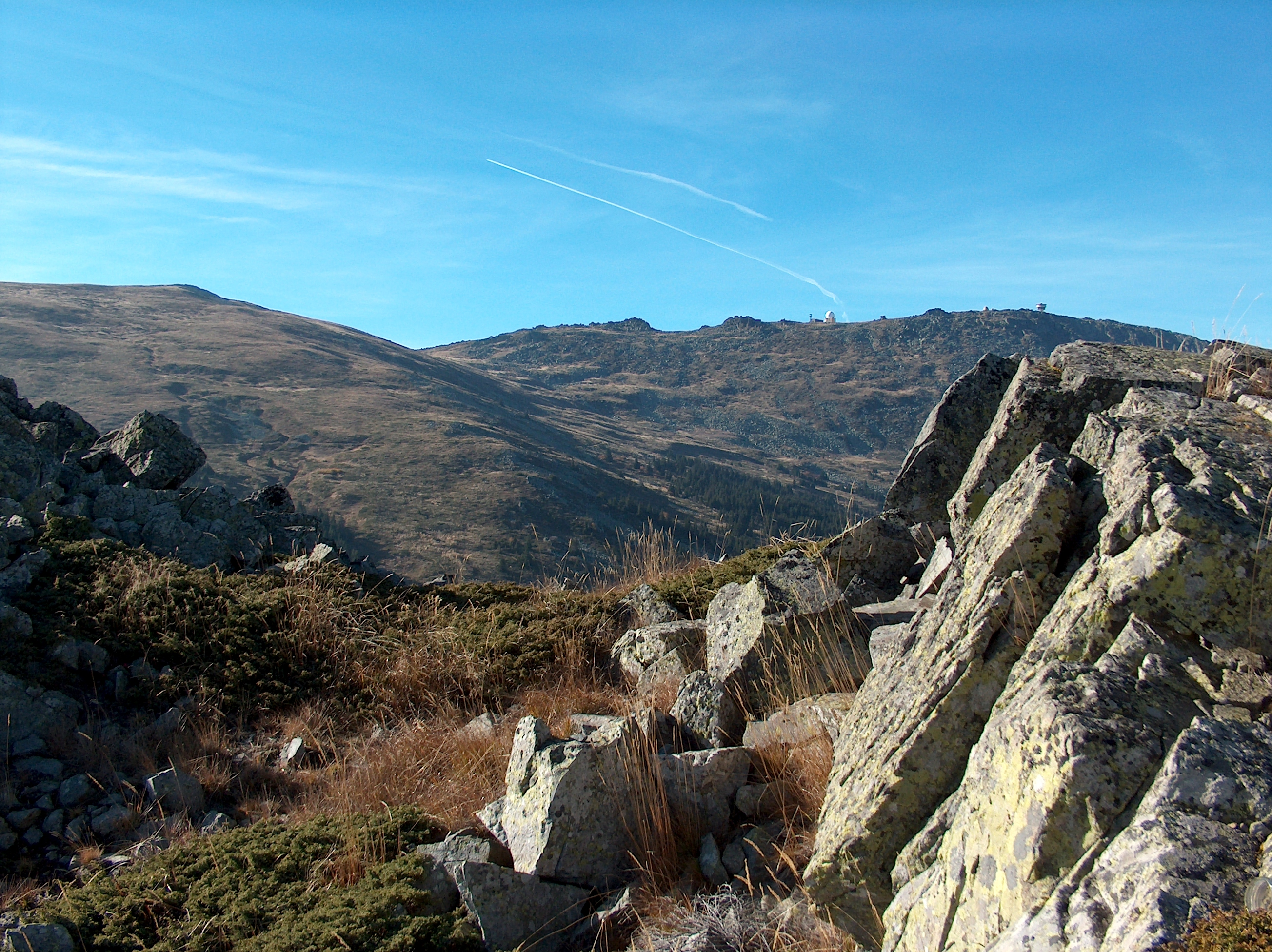

大庫片山是保加利亞的山峰，位於該國西南部，處於索菲亞州，屬於維托沙山的一部分，海拔高度1,930米，通往山頂的道路崎嶇不平，在冬天是無法通行的。